# Обка
Обка — упразднённое село (дорожно-эксплуатационный участок, ДЭУ) в Зейском районе Амурской области России. Исключено из учётных данных в 1977 году.

## География
Село располагалось на правом берегу ручья Обка (приток реки Хаимкан) в месте пересечения его региональной дорогой 10к056 «Зея — Золотая Гора», на расстоянии примерно 58 километра (по прямой) к северо-западу от города Зея.

## История
По данным 1926 года в зимовье Абка имелось 1 хозяйство и проживал 4 человека (2 мужчины и 2 женщины), основное население — русские. В административном отношении входило в состав Заречно-Слободского сельсовета Зейского района Зейского округа Дальневосточного края.
Решением Амурского исполкома от 30 декабря 1977 года № 522, село (ДЭУ) Обка исключено из учётных данных как населённый пункт служебного значения.